# バーデンヴァイラー行進曲
バーデンヴァイラー行進曲（Badenweiler Marsch）は、ドイツの軍楽隊長ゲオルク・フュルスト（Georg Fürst, 1870年 - 1936年）が作曲した行進曲である。
第一次世界大戦さなかの1914年8月12日、フュルストの所属するバイエルン近衛歩兵連隊がフランス・ロレーヌ（現グラン・テスト地域圏）のバドンヴィレ（Badonviller, 独: Badenweiler）で勝利したことを讃えた曲である。ナチス・ドイツ時代には帝国音楽院 (RMK) の指令により、アドルフ・ヒトラーのメインテーマとして演奏されていた。また曲名も原題のバドンヴィレ行進曲（Badonviller Marsch）から、ドイツ語読みのバーデンヴァイラー行進曲に変更された。ヒトラーの秘書を務めたトラウデル・ユンゲの手記によれば、ヒトラーがこの行進曲を好きだと言ったため一躍「ヒトラーお気に入りの行進曲」ということになり、この曲ばかりが演奏されることになったとヒトラー自身が語っている。
戦後のドイツ国内においては軍楽隊による公開演奏が自粛されているものの、民間では催しなどで演奏されることも珍しくない。時にはグースステップで行進する姿も見られる。国外では、近代ドイツ行進曲（HMⅡ,256に収録）の傑作としてしばしば演奏される。またチリ海軍ではナバル（Naval）の題で公式行進曲の1つとして使用されている。